# Hans Aall
Hans Jacob Aall (20. září 1869 Arendal – 6. listopadu 1946 Oslo) byl norským ředitelem muzea.

## Život
Narodil se v Arendalu jako syn Diderika Maria Aalla a Marie Elisabeth Herlofsonové. Byl vnukem politika a podnikatele Nielse Aalla. Od roku 1890 působil jako knihovník na univerzitní knihovně Filozofické fakulty Univerzity v Oslu. V roce 1893 se stal manažerem výstavy uměleckého průmyslu v Trondheimu. Téhož roku se podílel na založení norského Muzea uměleckého průmyslu. Roku 1894 zahájil přípravy na založení Norského lidového muzea. Založil ho v roce 1896 a stal se jeho prvním ředitelem. Tuto funkci zastával až do své smrti roku 1946. V roce 1906 byl vyznamenán Řádem svatého Olafa. Mezi lety 1918 až 1926 působil jako člen Rady kulturního dědictví Norska a od roku 1930 byl členem Norské akademie věd.